# Lee Hill
Lee Hill (8 luglio 1894 – Los Angeles, 15 settembre 1957) è stato un attore statunitense dell'epoca del muto.
Attore caratterista, nato in Minnesota, prese parte nella sua carriera durata una decina di anni (dal 1914 al 1924) a circa un'ottantina di film, lavorando per diverse case di produzione.
Morì a Los Angeles nel 1957, all'età di 63 anni.

## Filmografia
- Jake's Hoodoo - cortometraggio (1914)
- A Turn of the Cards - cortometraggio (1914)
- The Reform Candidate - cortometraggio (1914)
- The Hunted Man, regia di Donald MacDonald - cortometraggio (1915)
- Where the Trail Led, regia di Rupert Julian - cortometraggio (1915)
- The Turn of the Wheel, regia di Rupert Julian - cortometraggio (1916)
- When Baby Forgot, regia di W. Eugene Moore (1917)
- The Girl in the Limousine, regia di George Cochrane - cortometraggio (1917)
- Hatton of Headquarters, regia di Donald MacDonald - cortometraggio (1917)
- A Wife's Suspicion, regia di George L. Sargent - cortometraggio (1917)
- Idolators, regia di Walter Edwards (1917)
- The Fuel of Life, regia di Walter Edwards (1917)
- A Soul in Trust, regia di G.P. Hamilton (1918)
- The Sea Panther, regia di Thomas N. Heffron (1918)
- The Love Brokers, regia di E. Mason Hopper (1918)
- The Lonely Woman
- A Sporting Chance, regia di Henry King (1919)
- Girls, regia di Walter Edwards (1919)
- A Master Stroke, regia di Chester Bennett (1920)
- The Deceiver, regia di Jean Hersholt, Lewis H. Moomaw (1920)
- Pals of the West, regia di Edwin Middleton (1922)
- Cytherea, regia di George Fitzmaurice (1924)